# 陈桂云
陈桂云（1957年7月—），祖籍贵州省惠水县，出生于山东省邹县（今邹城市），布依族，中华人民共和国企业家，山东省人大代表、第十一届全国人民代表大会山东地区代表；邹城市、济宁市、山东省、全国劳动模范；邹城市、济宁市三八红旗手；中共济宁市党代会代表。

## 生平
1988年9月，加入中国共产党。早年是粮店营业员，1993年，中国粮油供应政策和经济体制改革，她率领职工组建商场，并经过多年努力扩建成功，担任邹城市粮食局铁西自选商场经理、宏云宾馆总经理。2008年起担任全国人大代表。